# Zeta Coronae Australis
Zeta Coronae Australis (ζ CrA / HD 176638 / HR 7188) es una estrella de magnitud aparente +4,73, la sexta más brillante en la constelación de Corona Austral.
Está situada a 184 años luz del sistema solar.
Zeta Coronae Australis es una estrella de la secuencia principal de tipo espectral B9.5V. Con una temperatura superficial de 10.000 K, su luminosidad es 47 veces mayor que la del Sol.
Como otras estrellas calientes, rota deprisa, siendo su velocidad de rotación de al menos 260 km/s, 130 veces más rápida que la de nuestra estrella.
Su diámetro es 2,7 veces más grande que el del Sol.
Tiene una metalicidad inferior a la solar, con una abundancia relativa de hierro equivalente al 62% de la existente en nuestra estrella.
Con una masa de 3,1 masas solares, su edad se estima en 200 millones de años.
Al igual que Vega (α Lyrae), Fomalhaut (α Piscis Austrini) o Denébola (β Leonis), Zeta Coronae Borealis presenta un exceso en el infrarrojo —detectado por el satélite IRAS tanto a 24 como a 60 μm— atribuible a la presencia de un disco circunestelar de polvo.
Modelos teóricos sitúan este disco a 41 UA de la estrella.